# 조선조각가협회
조선조각가협회(朝鮮彫刻家協會)는 해방후 최초로 만들어진, 한국의 조각가 단체이다. 1946년 3월에 창립했다. 일제강점기에 활약했던 조선미술협회 소속의 조각가와 무소속 조각가들이 집결하였으나 별다른 성과를 거두지 못하고 정치적인 이념의 분열로 해체되고 일부 회원들은 국전 조각부에 흡수되었다. 회원으로 김경승(金景承), 윤승욱(尹承旭), 윤효중(尹孝重), 이국전(李國銓), 백문기(白文基), 조규봉(曺圭奉), 김정수(金丁秀), 김종영(金鍾暎), 이종의(李鍾義), 이성(李成), 한재홍(韓在弘)외 3명 등 총 13인이 있다.